# Matthias Alexander Castrén
Matthias Alexander Castrén, född 2 december 1813 i Tervola, Finland, död 7 maj 1852 i Helsingfors, betydande finländsk lingvist och resenär. Han var Helsingfors universitets första utnämnda professor i ämnet finska 1851, men till följd av tuberkulos dog Castrén redan året därpå. 
År 1841 utgav han den första svenska översättningen av det finska nationaleposet Kalevala.

## Uppväxt
Castrén föddes i Tervola kapellförsamling i norra delen av finskspråkiga Österbotten. Hans far var då kapellan där, men blev 1821 kyrkoherde i Rovaniemi. Familjen hade delvis också finska som hemspråk men Castrén fick (i likhet med andra ståndspersoner på den tiden) en svenskspråkig uppfostran redan från tidiga barnsben . År 1830 blev Castrén student. Både under skoltiden och vid universitetet fick han kämpa med stora ekonomiska svårigheter. 
Castréns studietid sammanföll med den tidpunkt, då ett livligt intresse vaknade för det finska språket och för den finska folkpoesin, särskilt genom utgivningen av Kalevala (1835). Även Castrén påverkades och beslöt ägna sitt liv åt arbete för det finska språket, trots de ringa ekonomiska utsikterna i detta.

## Forskningresor
På sommaren 1838 gjorde Castrén en resa till Lappland, den första av de färder Castrén företog i avsikt att utreda släktskapsförhållandet mellan finskan och åtskilliga andra språk. Dess resultat blev en avhandling om släktskapen mellan deklinationerna i finskan, estniskan och samiskan. Med anledning av denna utnämndes han 1840 till docent i finska och fornnordiska språken vid Helsingfors universitet. Dessförinnan hade han, med understöd av Finska litteratursällskapet, 1839 gjort sin andra resa, till östra Finland och ryska Karelen, för att där insamla runor, mytiska traditioner, språkliga upplysningar och i allmänhet vad som kunde tjäna till att belysa Kalevalasångerna. Sålunda förberedd, utförde han sin svenska översättning av dessa sånger (1841), vilken utmärker sig på en gång genom trohet till källtexten och ett poetiskt språk. Först genom översättningen blev Kalevala mer allmänt känd och värderad. I ett förord lämnade Castrén en kritisk framställning av sångernas poetiska och mytiska innehåll. 
I sällskap med Elias Lönnrot och till en del på hans bekostnad företog Castrén hösten 1848 ännu en resa norrut (genom finska Lappmarken, en del av Norge och ryska delen av Lappland). Ändamålet var att studera dels samernas gudalära, dels de samiska dialekterna. På våren 1842 gick återfärden till Archangelsk, varifrån Lönnrot begav sig hem. Castrén däremot hade av vetenskapsakademien i Sankt Petersburg fått anbud om ett större understöd för att efter ett år börja en längre resa till Sibirien, för att i språkvetenskapligt och etnografiskt avseende undersöka samojediska stammar där. Castrén beslöt att tillbringa tiden med att utforska de europeiska samojedernas språk. För detta ändamål vistades han först en tid i Archangelsk och företog sedan, med understöd av finska statsmedel, på hösten 1842 en mödosam färd ut på tundrorna. Fastän han ofta var sjuk och ibland hotad till sitt liv av invånarna, fullföljde Castrén sitt mål. Han framträngde över norra Ural och anlände slutligen, i november 1843, till Obdorsk i Sibirien. Där skulle han börja sitt arbete i akademiens tjänst, men av hälsoskäl återvände han våren 1844 till Finland. 
Redan under sin vistelse i Sibirien hade Castrén skickat en grammatika över komi (syrjänska) till akademien. Komi, ett finsk-ugriskt språk som talas av komifolket i området mellan Petjora och Ural, hade Castrén studerat under ett längre uppehåll där. Denna grammatika belönades av akademien med halva det så kallade demidovska priset och trycktes 1844 under titeln Elementa grammatices syrjaenae. Efter hemkomsten tog Castrén filosofie licentiat-examen och blev 1844 filosofie doktor. I Finland publicerade han också två uppsatser i tidskriften Suomi (år 1844). Bland dem är Om accentens inflytande i lapska språket (på tyska i Petersburg-akademiens Mémoires) av stor vikt för den finsk-ugriska språkforskningen. 
Sedan hans hälsa förbättrats begav sig Castrén i början av 1845 på sin fjärde och största resa- bekostad av vetenskapsakademien i Petersburg - expeditionen till Sibirien, som även understöddes med anslag från Finland. Först reste Castrén till Kazan, där han tillbringade menförestiden med att fullborda en marisk (tjeremissisk) grammatika, påbörjad redan i Helsingfors med stöd av den kunskap i mariska han inhämtat av en rysk soldat av marisk börd. Denna grammatika trycktes 1845, på det finska universitetets bekostnad, under titeln Elementa grammatices tscheremissae. 
Sommaren 1845 uppehöll sig Castrén vid Irtysj och Ob, bland chanterna (ostjakerna). Han studerade det chantiska språket för att utreda chanternas ställning till samojederna, som de ofta blivit förväxlade med. Mot hösten drog han sig längre uppför Ob, och på våren 1846 flyttade han fältet för sin verksamhet till Jenisejs flodområde, vilket han sedan följde norrut ända till Tolstonosovskoje, allt under flitiga undersökningar om samojedstammarna i dessa trakter. I början av 1847 reste han åter uppför Jenisej ända till den sydligaste delen av Sibirien (Minusinska kretsen), där han undersökte åtskilliga folkgrupper samt gjorde arkeologiska forskningar. För att få närmare kännedom om tuvinerna (sojoterna), gjorde han en äventyrlig utflykt över de sajanska bergen in på Kinas område. Senare reste han österut, till Irkutsk, och vidare till Kjachta, vid kinesiska gränsen, och gjorde åter ett kort besök i Kina. Yttersta punkten för Castréns färd åt öster var Nertjinsk. Därifrån startade återresan på våren 1848; men upprepade sjukdomsfall gjorde, att han inte återvände till Finland förrän i februari 1849.

## Professur
Efter sin hemkomst kallades Castrén till ledamot av Finska Vetenskaps-Societeten och blev av Petersburg-akademien antagen till e. o. adjunkt, med ett årsanslag av 600 rubel och tillåtelse att vistas i Helsingfors. Ett anbud om fast anställning vid akademin avböjde han för att kunna stanna i Finland. Där fick han dock inte någon fast plats, då just vid denna tidpunkt hade de makthavande en stark reaktion mot de finska strävandena. 1851 erhöll Castrén dock en nyinrättad professur i finska språket och litteraturen. Hans professors-disputation var De affixis personalibus linguarum altaicarum (1850). 
Såsom universitetslärare delade Castrén sin tid mellan att sköta sin tjänst och att ordna och utarbeta de rikhaltiga samlingar han gjort under sina långa resor. Redan 1849 utgav han Versuch einer ostjakischen Sprachlehre nebst kurzem Wörterverzeichnis. Samma år höll han ett föredrag om frågan "Var låg det finska folkets vagga?" Han redogjorde då för de allmänna resultaten av sina forskningar, enligt vilka finnarnas urhem skulle finnas i de sajanska och altaiska bergsområdena. Nästa föremål för Castréns arbete blev nu en stor grammatika över de samojediska språken, som han hade funnit var besläktade med de finsk-ugriska. Han fortsatte att arbeta på detta sitt främsta vetenskapliga verk, ett resultat av tioåriga studier, ännu sedan han insjuknat i början av 1852. Den 7 maj det året avled han. En gravvård av granit restes över honom på Sandudds begravningsplats.

## Skrifter
Castréns efterlämnade vetenskapliga samlingar bearbetades och utgavs efter hans död, på Petersburgakademiens uppdrag och bekostnad, av akademikern Anton Schiefner. De bär den gemensamma titeln Nordische Reisen und Forschungen (12 band, 1853-1862) och omfattar de chantiska och samojediska språklärorna (den sistnämnda var nästan färdig före Castréns död), samojediska ordförteckningar, språkläror över åtskilliga andra sibiriska språk (av vilka några förut var fullkomligt obekanta) och slutligen de skildringar och avhandlingar, vilka utgavs på svenska 1852-1870 under titeln Nordiska resor och forskningar. Det första bandet av denna samling, redigerat av Castrén själv, innehåller reseminnen från åren 1838-1844, det andra reseberättelser och brev från 1845-1849 - dessa i likhet med de tidigare reseminnena utmärkta för en livlig och målande stil, ofta nog, trots resornas mödor, kryddad med ypperlig humor. Tredje och fjärde delarna omfattar föreläsningar över finsk mytologi och de altaiska folkens etnologi, femte och sjätte delarna slutligen smärre avhandlingar och uppsatser. I den sista delen ingår en utförlig levnadsteckning, författad av Johan Vilhelm Snellman.